# Magui Bétemps
(da Bénéfor é tsou gra)
Magui Bétemps (pron. fr. AFI: [maɡi betɑ̃]) (Ivrea, 8 gennaio 1947 – Aosta, 19 novembre 2005) è stata una cantautrice italiana.
È considerata da molti la più importante cantautrice valdostana. La sua produzione appartiene al folk di protesta, in lingua francese e in patois valdostano.

## Biografia
Nata a Ivrea, ma originaria di Valtournenche, il suo vero nome è Marie (Maria) Rita Maquignaz (pron. fr. AFI: [makiɲa]).
Cominciò a farsi conoscere in Valle d'Aosta grazie alle sue canzoni di denuncia contro il comportamento dell'amministrazione regionale nel secondo dopoguerra, caratterizzato da contatti sempre più frequenti, e in molti casi opportunistici, con il Piemonte e in generale con il resto d'Italia. La conseguenza di questa prassi è la perdita progressiva dei valori tradizionali della comunità alpina, della lingua francoprovenzale e del francese, e in generale lo sconvolgimento degli equilibri preesistenti, con l'esilio verso i centri urbani e verso la spersonalizzazione dell'identità valdostana. Il tutto giustificato, secondo Magui, dall'opportunismo delle autorità locali, interessate al rendiconto personale e impassibili di fronte allo svolgimento dei suddetti processi.
Acquisì il cognome del marito, Alexis Bétemps, uno dei più illustri studiosi e conoscitori della storia, della civiltà e del folclore valdostani, già presidente del Centre d'études francoprovençales « René Willien » di Saint-Nicolas e dell’Association valdôtaines des archives sonores. Si stabilirono a Saint-Christophe, dove Magui iniziò a collaborare con la compagnia teatrale Lé badeun de Choueley (= I birichini di Sorreley). In omaggio a questa esperienza, l'assessorato regionale alla cultura, insieme all'Association Vignolet di Arnad e alla Fédérachòn valdoténa di téatro populéro, ha creato il Concours d'écriture théâtrale Magui Bétemps, attribuito con cadenza annuale all'autore della migliore pièce inedita in francoprovenzale valdostano.
È morta prematuramente all'età di 58 anni, il 19 novembre 2005.

## La critica
Lo spirito delle canzoni di Magui può essere percepito in due modi diversi: da una parte, una malinconia sottile, una nostalgia del passato di fronte agli sconvolgimenti del presente, dall'altra, un rimprovero ai Valdostani, che si sono fatti "conquistare dagli stranieri" (gli Italiani), non solo dal punto di vista economico, ma anche da quello sociale e linguistico. Ciononostante, insieme alla critica, Magui non ha mai mancato di aggiungere uno spirito di invito al cambiamento, al rinnovamento dello spirito delle genti di montagna, e di "ripresa di coscienza" da parte di un popolo intramontano.

## Citazioni
La caratteristica principale del carattere di Magui Bétemps fu sempre la sua capacità di dire quello che pensava, in modo schietto e sincero, svelando senza paura dei problemi scomodi riguardanti la propria regione e la propria società.
 (Chanson Ce qui manque aux Valdôtains)
 (Canzone: Ce qui manque aux Valdôtains)
 (Chanson Qu'est-ce qu'un bon Valdôtain)
(Canzone: Qu'est-ce qu'un bon Valdôtain)

## Discografia
Siccome l'attività di Magui Bétemps era quella di una "chansonnier", è impossibile redigere la sua discografia. Il 17 luglio 2006 il giornalista Gaetano Lo Presti organizzò un ricordo di Magui inserito nella rassegna Aosta Classica, riunendo al Teatro romano di Aosta alcuni storici esponenti della scena musicale valdostana (come Louis de Jyaryot, Trouveur valdotèn e, soprattutto, Maura Susanna, che spesso ha interpretato le sue canzoni) e giovani come Tulipe Trapani e gli Iubal Folk. La registrazione dello spettacolo, intitolato "L'oiseau chante encore - Souvenir de Magui Bétemps" (che parafrasava il primo verso, "L'oiseau ne chante plus" della canzone Une fable de nos jours), è stata in seguito pubblicata in un cd, allegato alla rivista Le Flambeau, che costituisce il disco di riferimento.
1. Une fable de nos jours (interpretata da Tulipe Trapani)
2. La politeucca (interpretata da Iubal Folk)
3. Les bons sauvages (interpretata da Iubal Folk)
4. J'inventerais (interpretata dai Trouveur valdotèn)
5. La femalletta (interpretata dai Trouveur valdotèn)
6. L'étoile sous l'oreiller (interpretata da Beppe Barbera, Daniela Chiesa e Donatella Chiabrera)
7. Pappa gran (interpretata da Louis de Jyaryot)
8. Bénéfort et tsougra (interpretata da Maura Susanna)
9. La réserva (interpretata da Maura Susanna)
10. Te raiss (interpretata da Maura Susanna)
11. Goût de silence (interpretata da Davide Mancini)
12. La ronde des minoritaires (interpretata da Davide Mancini)
13. La chanson du petit berger (versione originale di Magui Bétemps)
14. La chanson du vieux garçon (versione originale di Magui Bétemps)